# 오쿠보 다다치카
오쿠보 다다치카(大久保忠隣)는 센고쿠 시대부터 에도 시대 초기까지의 무장, 다이묘이다. 사가미 오다와라번주를 지냈다. 오다와라 번 오쿠보 가(小田原藩大久保家) 시조.
아버지는 도쿠가와 십육신장 중 한사람인 오쿠보 다다요, 어머니는 곤도 유키마사의 딸이다.

## 같이 보기
- 오쿠보 히코자에몬 다다타카 - 미카와 이야기의 저자이자 다다치카의 숙부
- 우쓰노미야성 천장 사건
- 오쿠보 나가야스 사건

| 전임 오쿠보 다다요 | 제4대 오쿠보 종가 당주 | 후임 오쿠보 다다모토 |

|  | 오다와라번 번주 (오쿠보 가문) 1594년 ~ 1614년 | 후임 막부령(아베 마사쓰구) |